# Suzanne Grey
Suzanne Madeleine Grey Bara (* 28. Juni 1917 in Neuilly-sur-Seine; † 13. Dezember 2005 in Paris) war eine französische Schauspielerin.

## Leben
Suzanne Grey wuchs als Tochter der Schauspielerin Denise Grey (1896–1996) und ihrem Ehemann Henri Bara (1887–1919) im nordfranzösischen Neuilly-sur-Seine auf.
Sie absolvierte nach ihrem Schulabschluss an einer Schauspielschule in Paris eine professionelle Schauspielausbildung. Ihre Anfänge machte sie als Bühnendarstellerin an verschiedenen Theaterhäusern in ganz Frankreich. Von 1947 bis 1998 wirkte sie als Schauspielerin vor der Kamera in mehr als 40 Film-und-Fernsehproduktionen mit. Ende der 1990er-Jahre zog sie sich aus dem Rampenlicht zurück.
Grey war einige Jahre lang mit dem Schauspieler André Bervil (1905–1972) verheiratet. Die Ehe blieb kinderlos. Grey starb am 13. Dezember 2005 im Alter von 88 Jahren.

## Filmografie (Auswahl)
- 1947: L'eventail
- 1948: Jo la Romance
- 1950: Der Vagabund von Paris
- 1952: Goldhelm
- 1953: Unter den Lichtern von Paris
- 1954: Herz zwischen den Fronten
- 1955: Das Mädchen vom 3. Stock
- 1958: Mit den Waffen einer Frau
- 1964: Es ist schwer, untreu zu sein
- 1964: Monsieur geht fremd
- 1975: Hurra, die 7. Kompanie ist wieder da
- 1989: La vie Nathalie
- 1991: Archibald
- 1998: Phomeurs mais ons soigne